# Кућна гнојиштарка
Кућна гнојиштарка (лат. Coprinellus domesticus) је врста гљиве из породице Psathyrellaceae.

## Етимологија
Име рода Coprinellus указује на сродност са гљивама из рода Coprinus, што у буквалном преводу значи "живот на балеги". Иако многе врсте из рода Coprinus и Coprinellus заиста расту на балеги, то није случај са C. domesticus. Суфикс -ellus указује на то да врсте из рода Coprinellus имају нешто мања плодоносна тела у односу на своје Coprinus сроднике. Име врсте domesticus долази из латинског "domus", што значи кућа, будући да се ова врста гљиве може израсти из влажних подова или кровних греда. Одатле потиче народни назив кућна гнојиштарка.

## Oпис
- Шешир је широк 1 - 3 cm, бледоокер боје, док му је средињи део нешто тамнији. Овално звоноликог је облика, затим конвексно звоноликог, старењем се отвара и руб му се изврће. Није истакнуто избраздан. Прекривен је ситним зрнастим чехицама које се лако скидају, поготово након пљускова или росе.
- Хименофор је листаст. Листићи су врло густи, до стручка слободни, прво беле боје, док сазревањем плодоносног тела постају гримизни и на крају гримизноцрни и кашасти услед деликвесцирања, које често није потпуно. Деликвесцирање је процес аутодигестије хименофора, приликом чега се он претвара у кашасту масу која капље и тако разноси споре.
- Стручак је ваљкаст, према шеширу се сужава, шупаљ, основа му је задебљана и виде се љуспасти остаци овоја (лат. velum universale), који прекрива гљиву док је још незрела.
- Месо је врло танко, без карсктеристичног мириса или укуса.
- Споре су ваљкасто елиптичне, димензија 6-9 x 3.5-5 µ. Глатке, са видљивом герминативном пором.
- Отрусина (отисак спора) је црна или смеђесива.[3]

## Jeстивост
Кућна гнојиштарка није отровна гљива, али нема ни неки кулинарски значај, те је људи не конзумирају.

## Eкологија
Кућна гнојиштарка је сапротрофна врста која расте групно, бусенасто, а понекад појединачно из срушених стабала, старих пањева листопадног, ређе четинарског дрвећа. Јавља се у лето и јесен у парковима и вртовима. 

## Могућност замене са другим гљивама
Кућну гнојиштарку је могуће помешати са жућкастом гнојиштарком (лат. Coprinellus xanthothrix ), од које се знатно разликује по изгледу спора које имају облик бадема када се посматрају са стране. Поред жућкасте, слична јој је и зракаста гнојиштарка (лат. Coprinellus radians), која има нешто веће споре и карактеристичан закривљен стручак.